# Tanjung Belit Selatan
Tanjung Belit Selatan is een bestuurslaag in het regentschap Kampar van de provincie Riau, Indonesië. Tanjung Belit Selatan telt 427 inwoners (volkstelling 2010).